# Liu Rushi

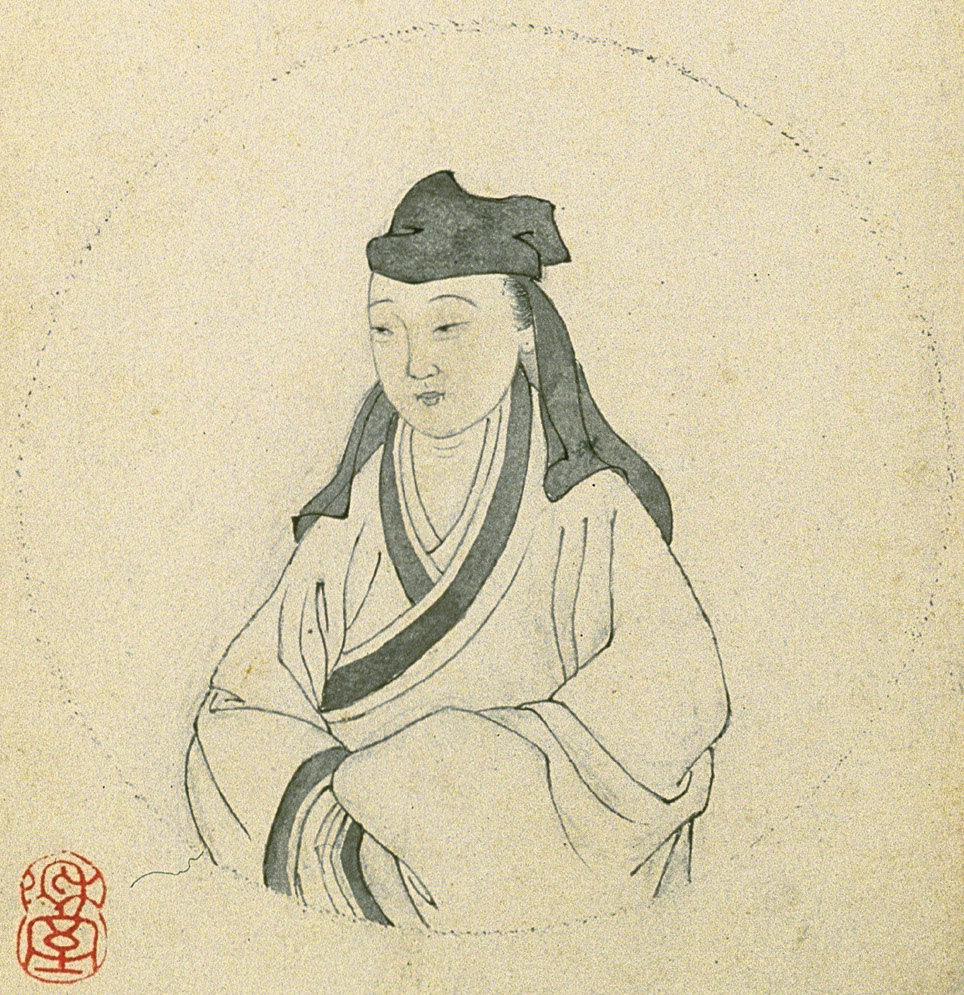
Porträt von Liu Rushi, Tinte auf Papier, von Lu Ji und Cheng Tinglu, 1847

Liu Rushi (chinesisch 柳如是, Pinyin Liú Rúshì, W.-G. Liu Ju-shih; * 1618 vermutlich in Jiaxing; † 1664), auch bekannt als Liu Shi, Liu Yin und Yang Yin, war eine chinesische Kurtisane und Dichterin der späten Ming-Dynastie, die im Alter von 23 Jahren den Beamten, Lehrer und Sozialhistoriker Qian Qianyi heiratete. Sie beendete ihr Leben nach dem Tod ihres Ehemannes. Berühmt wurde sie für die Verswechsel mit Chen Zilong; ebenso fanden ihre Gemälde Beachtung.
Sie war mit ihrer Kurtisanen-Kollegin Chen Yuanyuan befreundet, die eine Konkubine von Wu Sangui war.

## Kindheit und Jugend
Vermutlich in Jiaxing geboren wurde Liu von ihrer Familie als Konkubine an den Premierminister Zhou Daodeng verkauft. Im Alter von dreizehn führte ein Skandal zu ihrer Vertreibung aus Zhous Haushalt; sie wurde an ein Bordell in Suzhou verkauft. Mit siebzehn hatte sie ihre erste Liebesaffäre mit dem Maler Tang Shuda. Bereits in diesem jungen Alter selbst als Dichterin und Malerin bekannt, traf sie 1635 Chen Zilong und lebte mit ihm für etwa ein Jahr, verließ ihn aber letztendlich, nachdem seine Familie die Verbindung missbilligte. Nachdem sie Chen verlassen hatte, verwaltete sie ein Bordell in Wujiang. Eine Affäre mit dem Künstler Wang Ranming endete, als Wang eine Verabredung mit ihr im Regenbogenpavillon nicht einhielt. Eine andere Affäre mit Song Yuanwen, einem Regierungsbeamten, endete, nachdem seine schwankende Haltung zu einer Heirat Liu dazu brachte, ihre Laute zu zertrümmern und in einem Anfall von Groll hinauszustürmen.

## Heirat Qian Qianyis

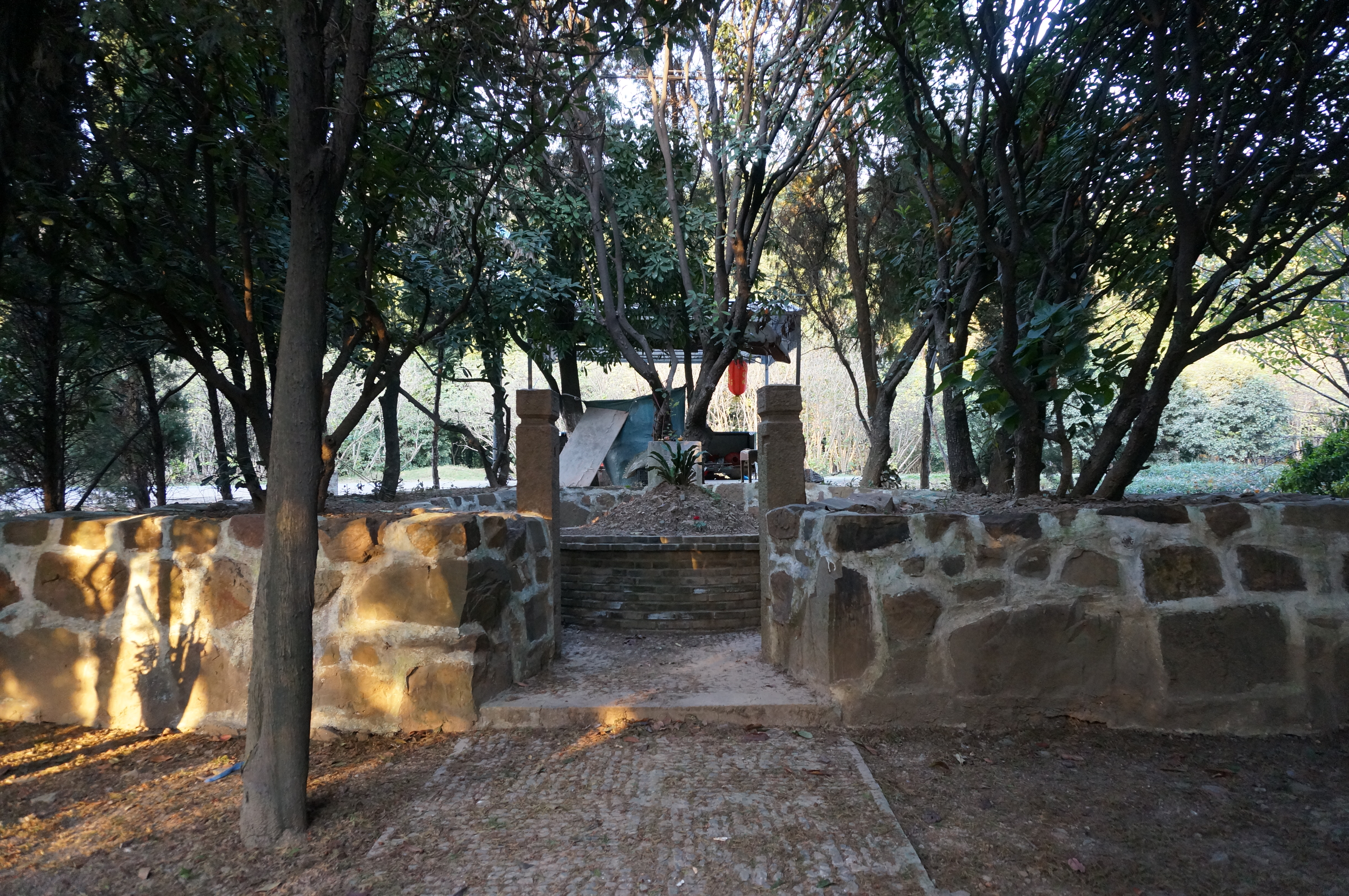
Grab von Liu Rushi auf dem Berg Yu, Changshu

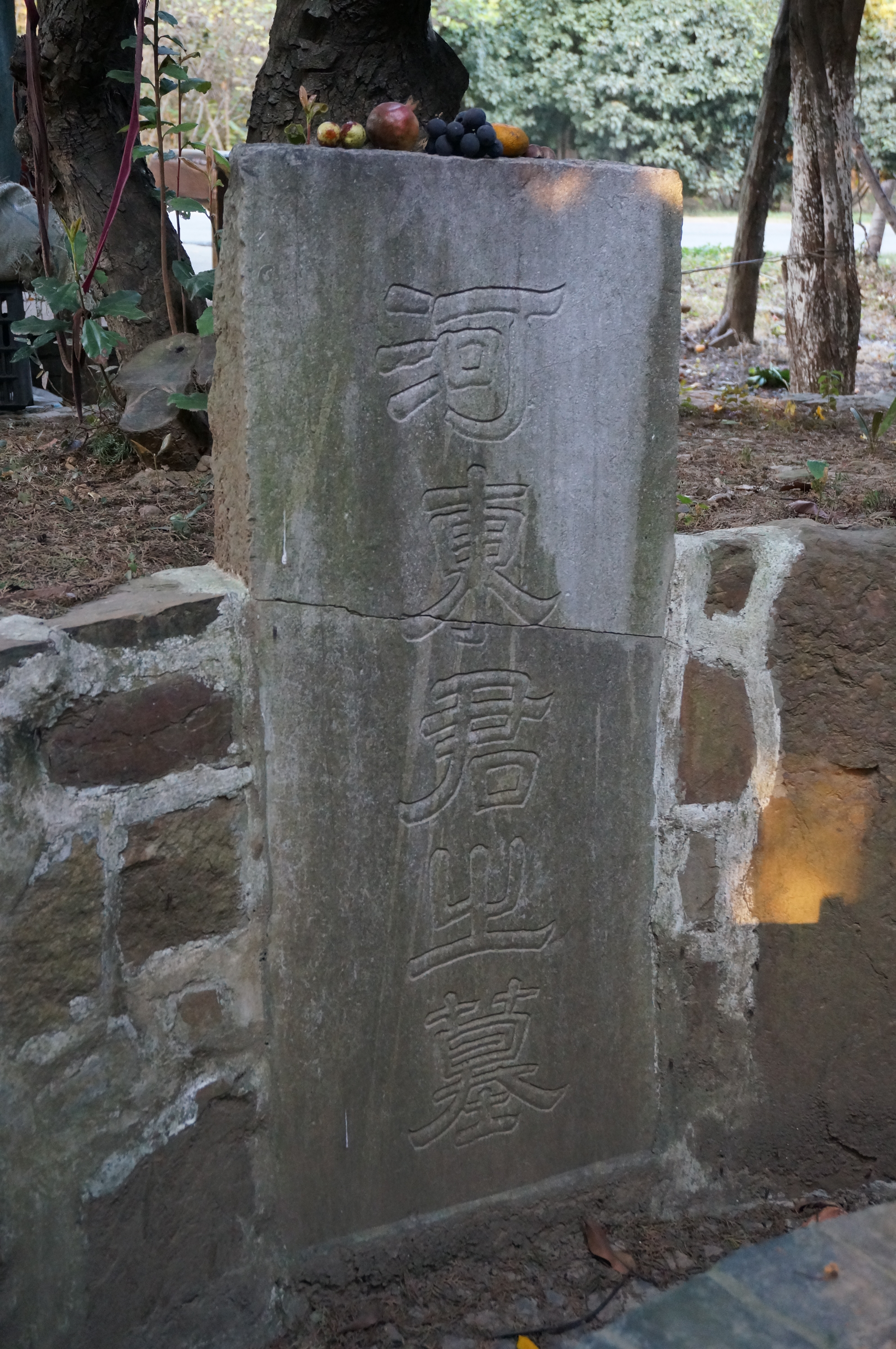
Grabstein

1640 startete Liu einen Feldzug, um den angesehenen Gelehrten Qian Qianyi zu heiraten. Sie zog Männerkleidung an, sprach Qian an und fragte ihn nach seiner Meinung zu einem ihrer Gedichte. Qian glaubte offensichtlich zunächst, dass sie ein Mann sei, ließ ihr aber noch in diesem Jahr eine Eremitage auf dem Grundstück seines Gutes in Suzhou errichten, das „Sutra-gemäßes Studio“ genannt wurde. Sie heirateten 1641 während einer Flusskreuzfahrt; Qian verlieh seiner Braut den neuen Namen Hedong. Obgleich er sie als Konkubine heiratete, behandelte Qian Liu wie seine Erstfrau und sie wurden in einer formalen Heiratszeremonie verehelicht. Ihre Neigung zu geschlechterübergreifender Kleidung bestand auch nach ihrer Hochzeit fort; sie trug regelmäßig in der Öffentlichkeit Männerkleidung und führte gelegentlich Gespräche im Namen ihres Mannes, wobei sie in seine konfuzianischen Roben gekleidet war. Diese Neigung trug ihr den Spitznamen rushi, „konfuzianischer Herr“ ein, was auch ein Wortspiel mit ihren angenommenen Namen Rushi ist.
Nach dem Zusammenbruch der Ming-Dynastie 1644 versuchte Liu ihren Mann zu überreden, sich selbst zu töten und so ein Märtyrer der gefallenen Ming zu werden. Qian lehnte ab und versuchte stattdessen eine Widerstandsbewegung gegen das neu errichtete Qing-Regime zu organisieren. 1648 bekam das Paar eine Tochter.
Die letzten Jahre ihres Lebens waren schwierig für Liu. 1663 begab sie sich in den buddhistischen Laienstand, teilweise als Reaktion auf die Zerstörung der umfangreichen persönlichen Bibliothek ihres Mannes, der Karmesinroten Wolkenhohen Halle. Nach dem Tode Qians 1664 versuchten seine Gläubiger und Feinde, Geld aus Liu zu pressen; diese Machenschaften trieben sie letztendlich dazu, sich zu erhängen.

## Poesie
Ihr ganzes Leben war Liu eine schaffensreiche Dichterin, die vier Sammlungen ihrer Arbeiten herausgab, bevor sie 22 war. Ihre Kalligraphie wurde wegen ihrer starken, männlichen Pinselführung beachtet. Sie verwendete den „Wildgrasschreibstil“. Ihre Solo-Anthologien umfassten Lieder aus der Mandarinentenkammer und Gedichtentwürfe eines Sees. Ihre Dichtkunst wurde in einer Anzahl von Werken zusammen mit der ihres Mannes veröffentlicht.